# Krajenka-Wybudowanie
Krajenka-Wybudowanie (prononciation : [kraˈjɛnka vɨbudɔˈvaɲɛ]) est un  village polonais de la gmina de Krajenka dans le powiat de Złotów de la voïvodie de Grande-Pologne dans le centre-ouest de la Pologne.
Il se situe à environ 1 kilomètre à l'ouest de Krajenka (siège de la gmina), 9 kilomètres au sud-ouest de Złotów (siège du powiat), et à 110 kilomètres au nord de Poznań (capitale de la Grande-Pologne).

## Histoire
De 1975 à 1998, le village faisait partie du territoire de la voïvodie de Piła.

Depuis 1999, Krajenka-Wybudowanie est situé dans la voïvodie de Grande-Pologne.